# Nomioides subornatus
Nomioides subornatus là một loài Hymenoptera trong họ Halictidae. Loài này được Pesenko mô tả khoa học năm 1983.